# Alberto Tafner
Alberto Tafner (Trento, 28 luglio 1946) è un giornalista italiano.

## Biografia
Nasce a Trento, terzogenito di Renzo Tafner ed Elena Agostini. Con i suoi fratelli Giovanni e Alessandra vive la sua infanzia a Trento, frequentando asilo e elementari dalla suore Francesi. Tornato a Trento dopo un periodo di collegio a Milano si iscrive alla facoltà di sociologia e, contemporaneamente, cerca un lavoro che gli permetta di scrivere. Suona anche la batteria e la chitarra in qualche complessino musicale. Nel 1967 viene assunto come praticante al quotidiano L'Alto Adige, ma nel 1970 viene licenziato per aver partecipato a uno sciopero non autorizzato. Diventa giornalista professionista e direttore responsabile del "Giornale di Campiglio".
Il 3 dicembre 1970 si sposa con Maria Bellato e nel settembre del 1971 viene richiamato alla leva, parte per Cuneo ma tornerà in Trentino come accompagnatore di un cieco di guerra, il colonnello Pietro Fiorito. Dopo il congedo nel 1972 viene riassunto all'Alto Adige come redattore prima della "Pagina del Comprensorio" e successivamente di cronaca bianca; il 17 aprile 1973 nasce la sua unica figlia Chiara.

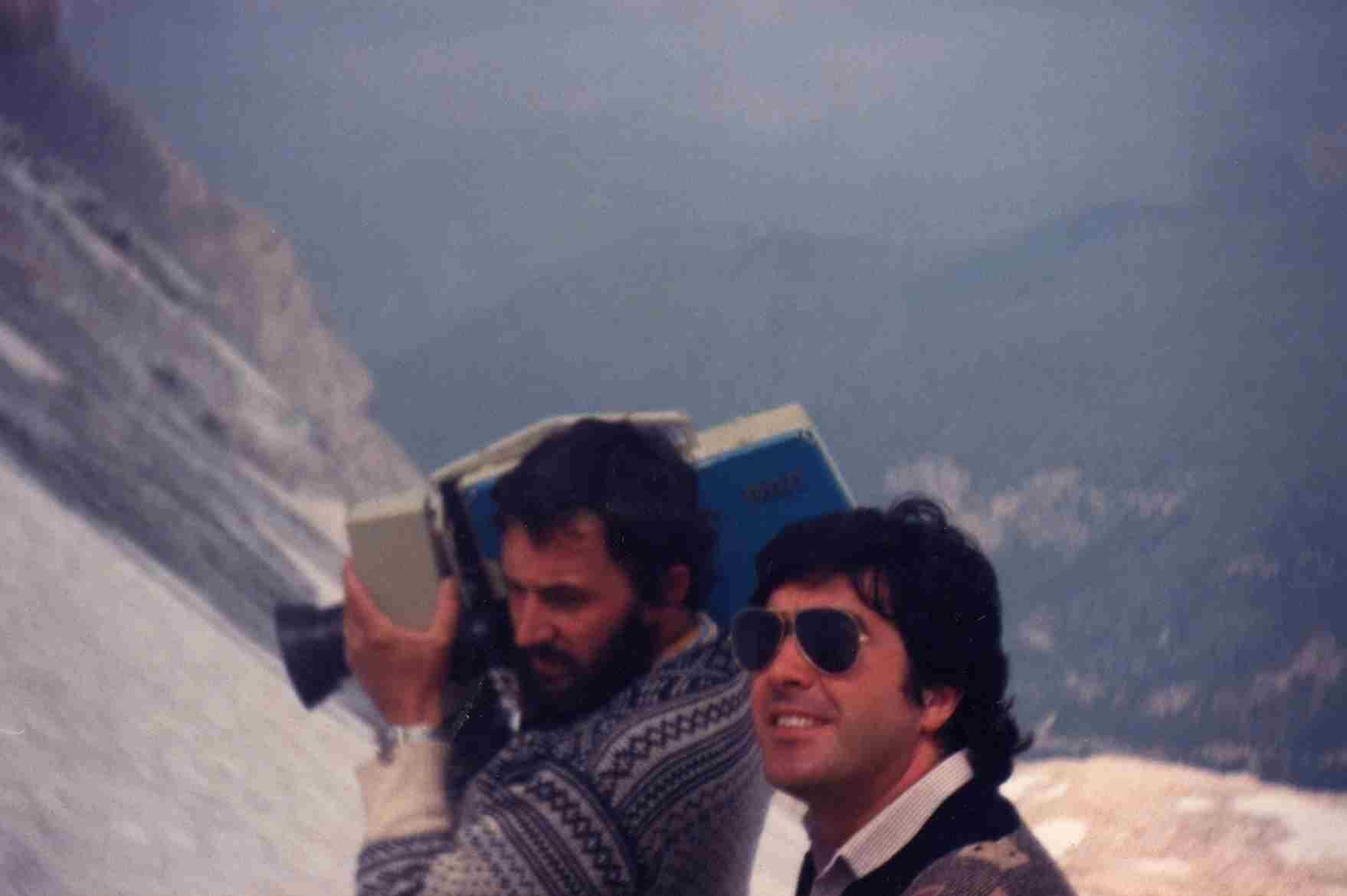
Tafner da giovane.

Nel 1979 "inventa", insieme ad Enzo Merz, la "Millegrobbe", gara di sci di fondo in tre tappe che si corre sulle nevi di Lavarone (prima edizione gennaio 1980).
Il 7 dicembre 1979 viene assunto alla sede Rai di Trento, diventando in breve tempo prima caposervizio, poi caporedattore della sede di Trento e successivamente di quella di Bolzano con la responsabilità delle redazioni italiana e ladina. Dopo qualche anno ritorna a Trento come Capostruttura Dirigente dei Programmi di Trento e Bolzano.
Il 31 maggio 2007 arriva finalmente all'età di potersi congedare dalla Rai ma nel frattempo è diventato membro del direttivo della Comunità Mochena, dell'Istituto Cimbro, nel Consiglio di Amministrazione dell'ENAIP, diventa Vicepresidente della Trentini nel Mondo e nel 2009 ne diventa il presidente  a tutti gli effetti.

## Opere
- Val di Fiemme con Flavio Faganello - Manfrini - 1978
- Scurelle e Castelnuovo, storia e immagini - Ed. Saturnia - Trento - 1984
- IL'Adige, una storia d'acqua - produzione Rai con l'Autorità di Bacino dell'Adige - VHS - 1993
- Il Brenta: fiume d'arte e di natura - produzione Rai - DVD - 1995
- Una montagna di solidarieta: i cinquant'anni del Soccorso alpino del Trentino, 1952-2002 con Diego Nart - Errebiesse - 2003
- Millegrobbe: la storia, le storie - Cooperativa Nuove Arti Grafiche - 2006
- I giganti bianchi della montagna -  produzione Rai - DVD - 2006
- Alpi retiche. Un volo attraverso la biodiversità con Alessandro Tamanini - produzione Rai - DVD - 2007

## Teatro

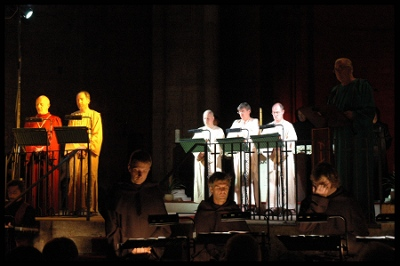
Un'immagine di Lauda sacra anaunica di Fabrizio Da Trieste.

- Shalòm Alechèm -  Simonino da Trento...una storia di persecuzione - 2005
- Eine Einladung zum Wannsee - Un Invito al Wannsee - 2008
- Historia Martirum - Lauda sacra anaunica di Fabrizio Da Trieste - 2008
- Là, dove scivola la terra - La tragedia di Stava - 2008
- Ora e sempre! - (Appunti teatrali sulla resistenza in Trentino) - 2009
- Fino all'ultimo giorno -  Memorie sparse sulla Shoah - 2010